# Иоанн Скилица
Иоа́нн Скили́ца (греч. Ιωάννης Σκυλίτζης, лат. Johannes Scylitza; не ранее 1045 — после 1100 или 1101) — византийский чиновник и хронист, автор «Обозрения историй» (греч. Σύνοψις Ἱστοριῶν).  

## Жизнь и труды

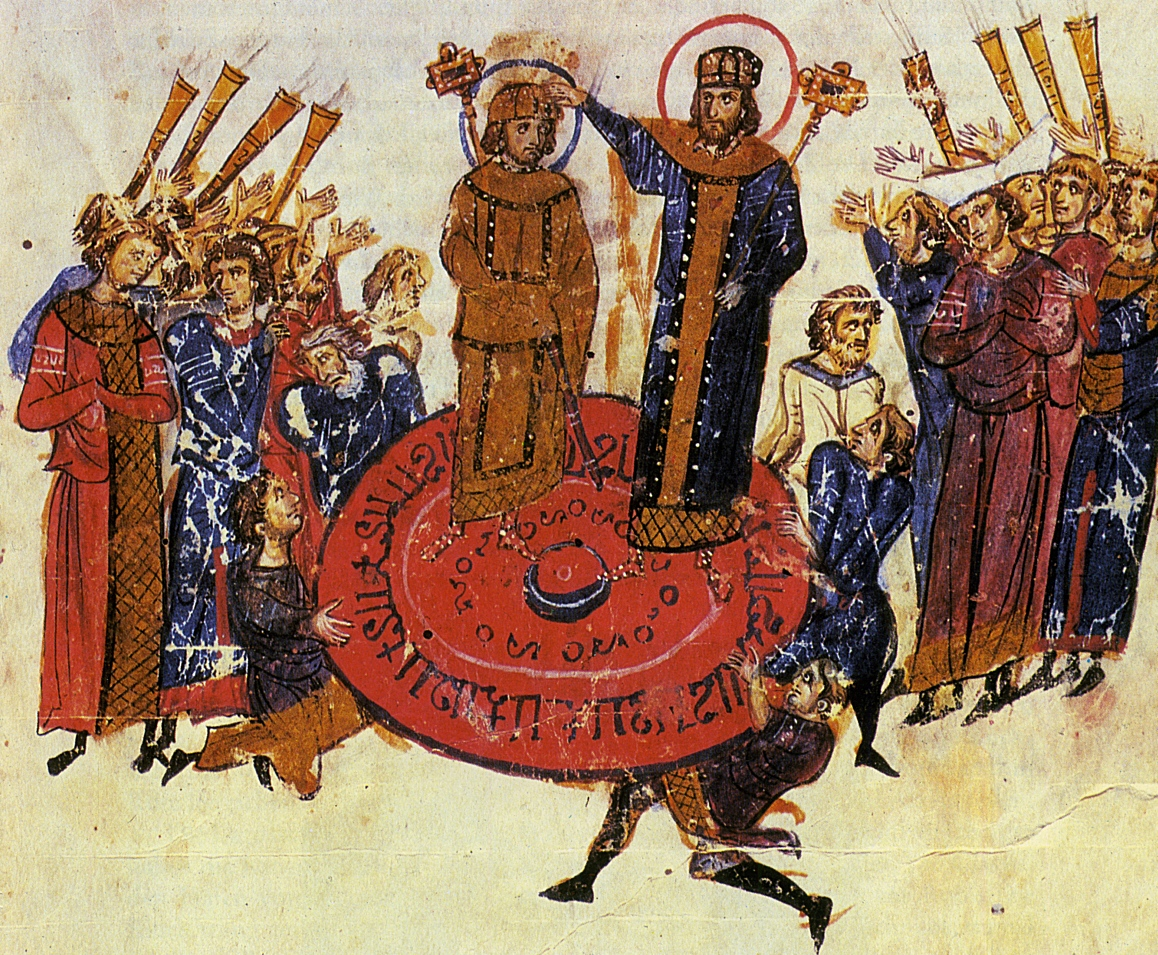
Коронация императора Михаила Рангаве (811). Миниатюра «Мадридского Скилицы»

Его младший современник Георгий Кедрин называет его протовестиарием и уроженцем малоазийской фемы Фракисион. Возможно, он имел юридическое образование, имея звание магистра и исполняя должности проэдра и эпарха. В заголовках к отдельным рукописям его труда указывается исполнявшаяся им судебная должность друнгария виглы (греч.  δρουγγάριος τῆς βίγλας). Достоверно известно лишь, что он был сановником императора Алексея Комнина (1081—1118), удостоившего его в 1092 году чином куропалата.
Главным его трудом является «Обозрение историй» (греч. Σύνοψις Ἱστοριῶν), охватывающее период со смерти Никифора I в 811 году до свержения Михаила VI в 1057-м и продолжающее летопись Феофана Исповедника. Основными источниками для него послужили труды Иоанна Лида, Продолжателя Феофана, Льва Диакона, Феодора Дафнопата, Михаила Атталиата, Михаила Пселла и нескольких неизвестных авторов.

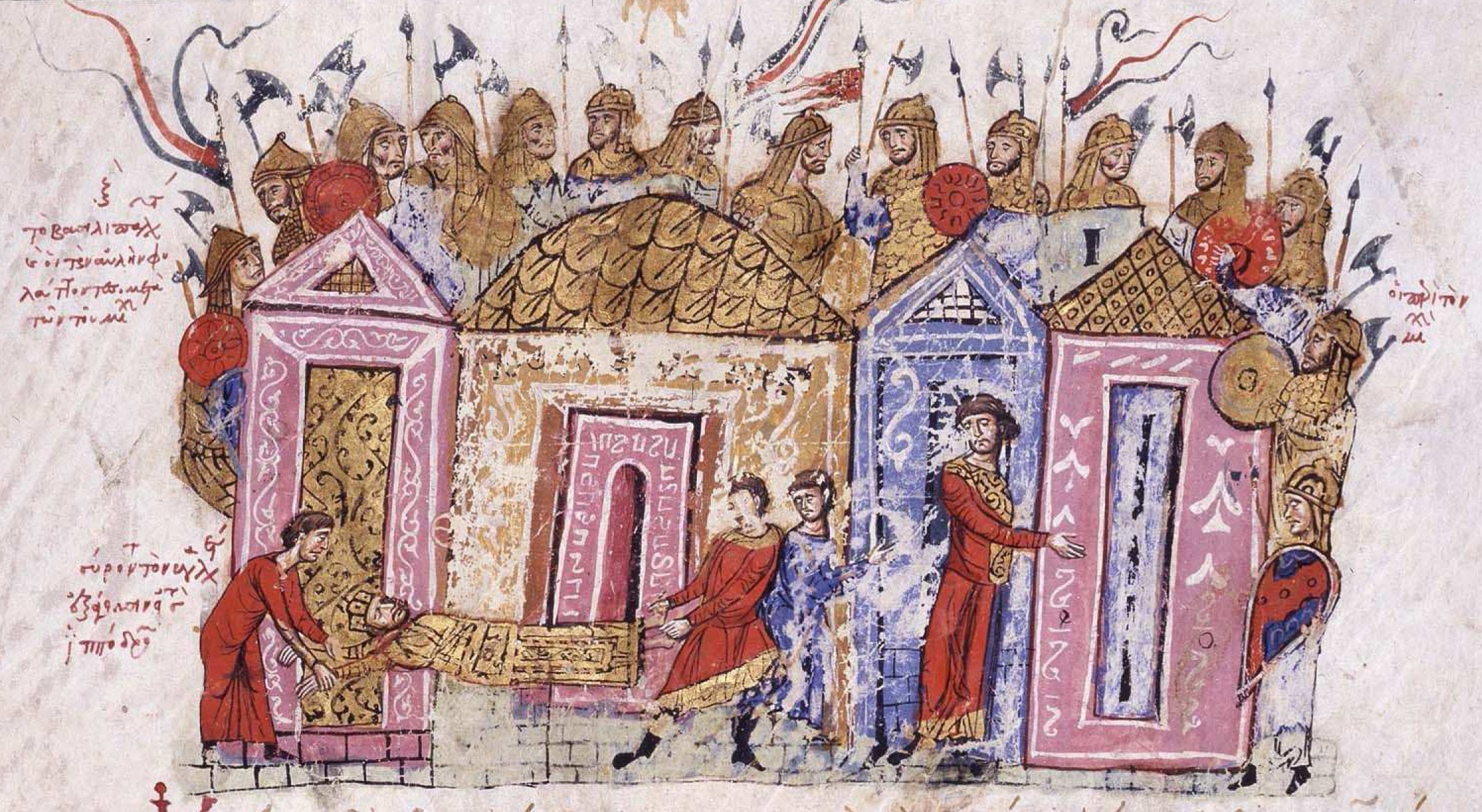
Вынос тела убитого императора Льва V Армянина через ворота ипподрома (820). Миниатюра «Мадридского Скилицы»

В начале своего «Обозрения историй» Скилица приводит критические замечания относительно работ своих предшественников, включая Георгия Синкелла, Феофана, Иосифа Генезия и Никиту Пафлагонского, вырабатывая собственную концепцию истории. Формально разделяя своё повествование на отдельные книги по «царствам», он не создаёт, тем не менее, традиционной серии биографий, и каждый император служит для него лишь эпонимом определённого раздела. Взаимосвязь исторических фактов у Скилицы является чисто хронологической безо всяких причинно-следственных связей, таким образом, формально не следуя анналистической традиции, он, тем не менее, её продолжает. 
В отличие от авторов предшествующих эпох, Скилица ставит себе целью составить историю, свободную от противоречивых суждений и идеологических наслоений, которая могла бы стать дидактическим руководством по историографии. Однако собственные его высказывания и оценки, как правило, обусловлены используемыми им источниками. Так, негативно оценивая Никифора Фоку, он противоречит самому себе в сообщении о перевороте 963 года, уже восхваляя этого императора, а рассказывая о событиях конца X века в откровенно процерковных тонах, после повествования о Василии II Болгаробойце (976—1025) или Романе III Аргире (1025—1039) вдруг скатывается в заметный антиклерикаризм.   

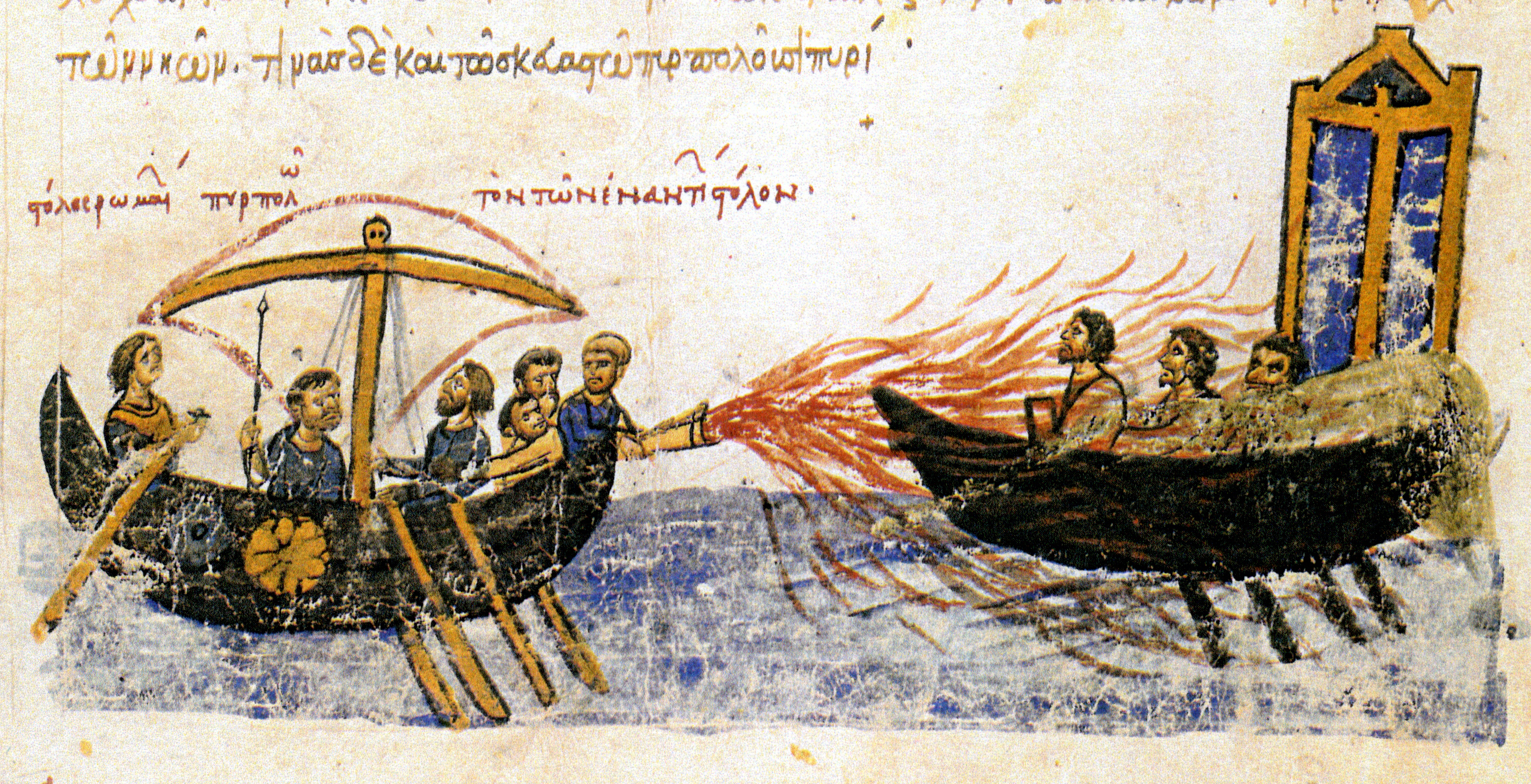
Сожжение флота повстанцев Фомы Славянина «греческим огнём» (821). Миниатюра «Мадридского Скилицы»

Труд Скилицы незаменим в качестве источника о правлении ряда византийских василевсов, особенно вышеназванного Василия II, рассказ о котором базируется на утраченной хронике Феодора Севастийского, а местами, применительно, например, к царствованию Михаила I Рангаве (811—813), или к событиям в Древней Руси, является уникальным. В частности, Скилица первым сообщает о варягах (варангах) при описании событий 1034 года, когда варяжский отряд находился в Малой Азии. 
Главным героем заключительных разделов «Обозрения историй» Скилицы является полководец Катакалон Кекавмен, которого автор противопоставляет недобросовестным и слабым правителям своего времени. Отождествление его с известным византийским писателем XI века Кекавменом, автором «Советов в рассказов», отвергается большинством современных исследователей.
Среди прочего, Скилица идентифицировал варягов как кельтов: «варанги, по происхождению кельты, служащие по найму у греков».
Существует продолжение «Обозрения историй» (Skylitzes Continuatus), доведённое до 1079 года, нередко приписываемое самому Скилице.

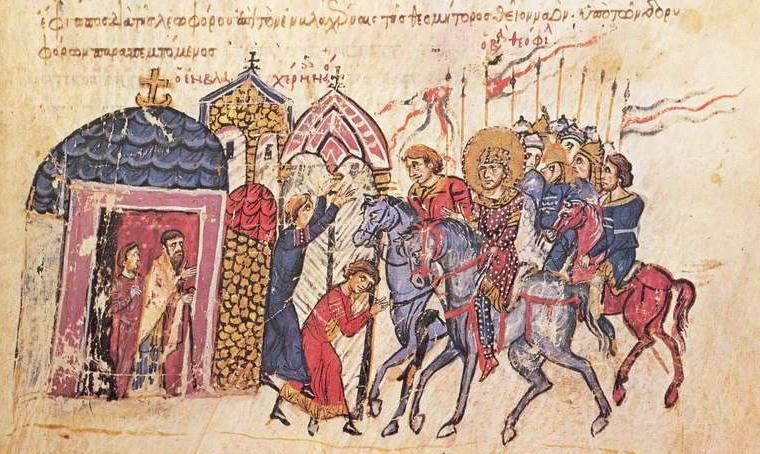
Посещение Влахернской церкви императором Феофилом (829—842). Миниатюра «Мадридского Скилицы»

Работу Скилицы использовал вышеназванный Георгий Кедрин, а также ряд компиляторов XII века, включая Иоанна Зонару, Константина Манассию и Михаила Глику.

## Мадридский Скилица

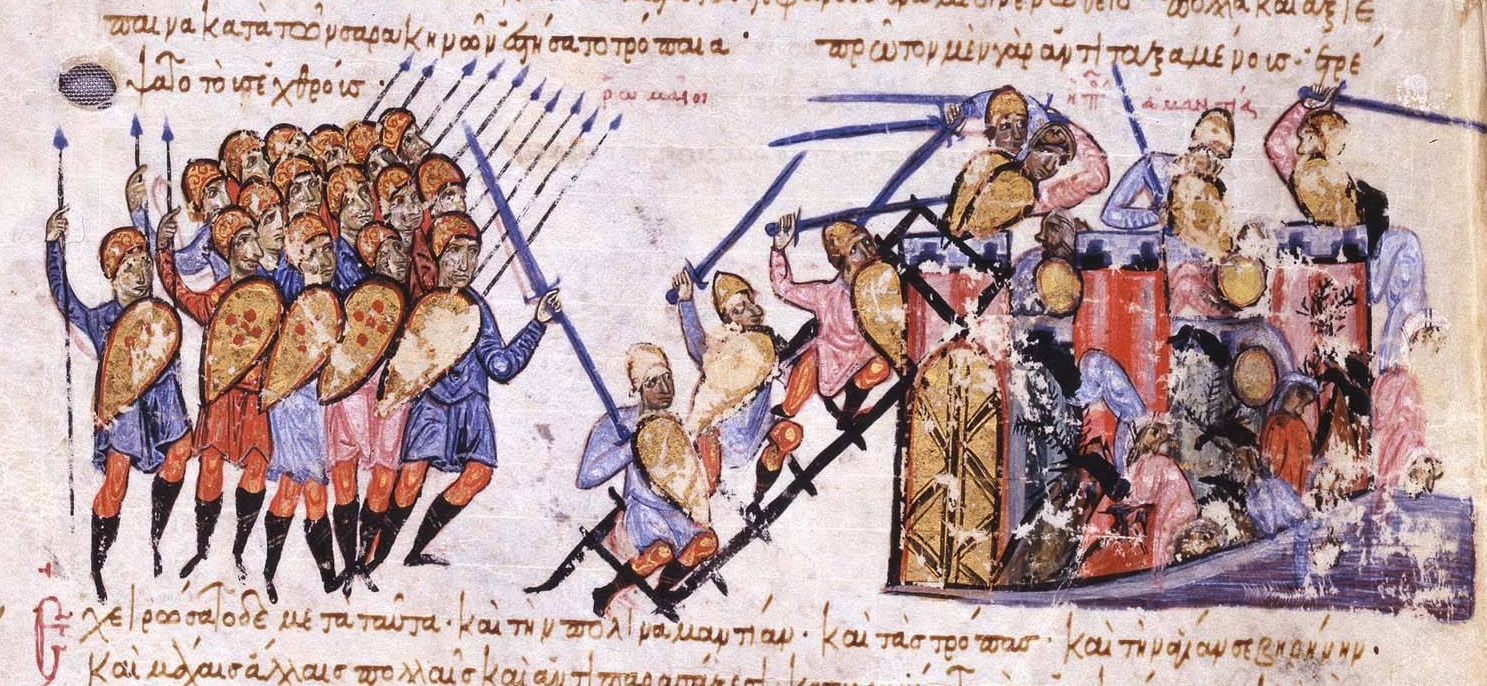
Взятие Амантеи войском Никифора Фоки (886). Миниатюра «Мадридского Скилицы»

Из девяти дошедших до нас полных манускриптов «Обозрения историй» XII—XV веков наибольший интерес представляет собой т. н. «Мадридский Скилица» — рукопись под шифром MS Graecus Vitr. 26-2, поступившая в королевскую библиотеку Мадрида ещё в начале XVIII века и имеющая заглавие «История византийских императоров в Константинополе с 811 по 1057 год, написанная куропалатом Иоанном Скилицей».

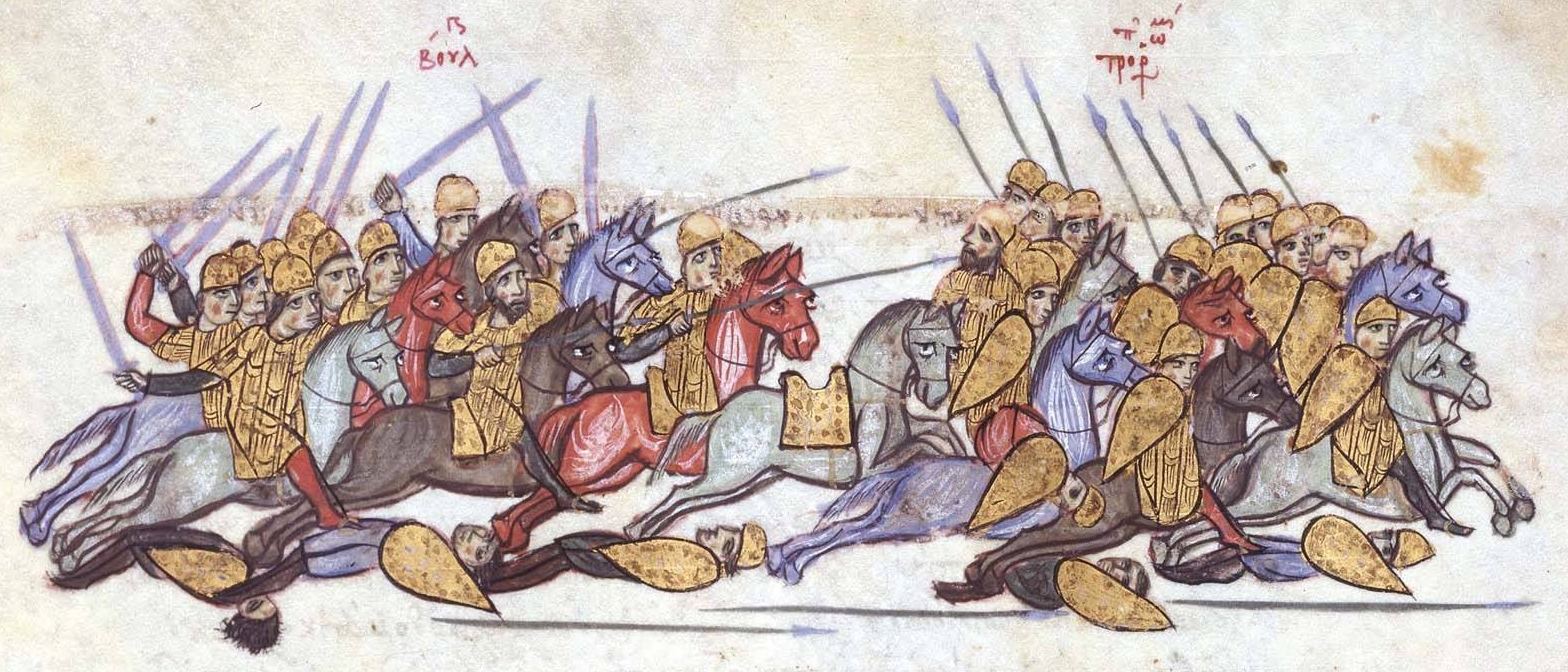
Разгром византийцев болгарами при Ахелое (917). Миниатюра «Мадридского Скилицы»

Её датировка вызывает споры у палеографов-византинистов. Одни относят её к середине — второй половине XIII века, другие (как, например, болгарский исследователь А. Божков) к рубежу XII и XIII веков. Британский филолог-классик Найджел Вильсон в конце 1970-х на основе идентификации почерков датировал рукопись серединой XII века и доказал её южноитальянское происхождение. По его мнению, мадридский список «Обозрения историй» был выполнен в дворцовом скриптории Палермо на основании копии с поднесённого императору самим Скилицей оригинала, сделанной в 1158 году для Генриха Аристиппа, посла Сицилийского королевства, виднейшего интеллектуала Палермо. Датировку Вильсона поддерживали советский историк-источниковед Б. Л. Фонкич и американский византинист А. П. Каждан.
В рукописи насчитывается 574 миниатюры, в связи с чем «Мадридский Скилица» считается одним из наиболее значительных памятников византийской исторической миниатюры.

## Современные публикации
- Иоанн Скилица. Обозрение историй: В 2-х тт. / Пер. А. Ю. Виноградова, П. В. Кузенкова. — М.: Русский фонд содействия образованию и науке; Университет Дмитрия Пожарского, 2025. — 640+696 с. — (Bibiliotheca mediaevalis, series graeca). — ISBN 978-5-91244-320-6.
- Ioannis Scylitzae Synopsis historiarum. Edited by Hans Thurn. — Berlin; New York: De Gruyter, 1973. — lvi, 523 p. — ISBN 978-3110022858.
- John Skylitzes. A Synopsis of Byzantine History, 811–1057. Edited and translted by John Wortley. — Cambridge University Press, 2010. — xxxiii, 491 p. — ISBN 978-0-521-76705-7.
- Միքայելյան, Վ. Օտար աղբյուրները Հայաստանի և հայերի մասին. 10 : Բյուզանդական աղբյուրներ, հ. Գ, Հովհաննես Սկիլիցես / Վարդգես Միքայելյան ; թարգմանություն բնագրից, առաջաբան և ծանոթագրություններ Հրաչ Բարթիկյանի. — Եր. : ՀՍՍՀ ԳԱ հրատարակչություն, 1979. — 440 էջ.

## Комментарии
1. ↑  Сообщение Скилицы повторяется византийским автором XII века Георгием Кедриным.